# Szászludvég
Szászludvég, 1910 és 1918 között Ludvég (Lúdvég, románul: Logig, németül: Ludwigsdorf, erdélyi szász nyelven Ludesdref) falu Romániában, Maros megyében.

## Fekvése
Szászrégentől 19 km-re északnyugatra, a Mezőség keleti peremén, 430 méteres tengerszint feletti magasságban fekszik.

## Nevének eredete
Neve a német Ludwig személynévből való. Történeti névalakjai: villa Luduici (1333), Luduig (1335), Lwdwegh (1388), Lodvig (1750),  Szász-Ludvég (1760), Ludwigsdorf (1833). Neve előtagjától a helységnévrendezéskor megfosztották.

## Története
A 14. században szász falu volt. A 20. századig folyamatosan Kolozs vármegyéhez, evangélikus egyháza pedig a tekei káptalanhoz tartozott.
A 17–18. században a szászok mellé románok és magyarok is beköltöztek, de a három nemzetiség mindvégig fertályok szerint elkülönülve élt. Református egyháza 1722-től 1858-ig, majd 1921 után ismét anyaegyház, 1858 és 1921 között Dedrádszéplak filiája volt.
1898-ban 1812 kataszteri holdas határának 46%-a volt szántó, 36%-a erdő és 13%-a rét.
1944. szeptember 15-én a német hadsereg a szászok háromnegyedét evakuálta, de többségük a háború vége után hazatért szülőfalujába. 1953 és 1957 között 65 magyar lakosa költözött a zsil-völgyi bányavidékre.

## Lakossága
1850-ben 830 lakosából 424 volt román, 204 magyar, 193 német és 9 cigány nemzetiségű; 435 görögkatolikus, 193 evangélikus, 153 református és 49 római katolikus vallású.

1900-ban 872 lakosából 519 volt román, 193 magyar, 147 német és 13 cigány anyanyelvű; 527 görögkatolikus, 146 református, 144 evangélikus és 42 római katolikus vallású. 27%-uk tudott írni-olvasni, a nem magyar anyanyelvűek 12%-a beszélt magyarul.

2002-ben 466 lakosából 372 volt román, 57 magyar és 37 német nemzetiségű; 366 ortodox, 56 református és 38 evangélikus vallású.

## Látnivalók
- Bornemisza-udvarház (18. század).
- A főutca 10., 15. és 265. számú háza műemlék (valamennyi 19. századi).
- A református templom 1909-ben, az evangélikus 1913-ban épült.

## Híres emberek
- Itt született 1948-ban Michael Lassel festő.